# Vipio nomioides
Vipio nomioides är en stekelart som beskrevs av Shestakov 1926. Vipio nomioides ingår i släktet Vipio och familjen bracksteklar. Inga underarter finns listade i Catalogue of Life.